# San Miguel Vindho
San Miguel Vindho, es una localidad de México, ubicada en el municipio de Tula de Allende, en el estado de Hidalgo; y se encuentra en la zona metropolitana de Tula.

## Historia
El 16 de octubre de 1986 el Reglamento Interior del Ayuntamiento Municipal de Tula de Allende Hidalgo, ratifica la categoría política de localidad, siendo esta la de pueblo. Para 1990 la localidad de Jasso o Ciudad Cooperativa Cruz Azul se conurba a San Miguel Vindho. El 15 de abril de 2008 se desconurba de San Miguel Vindho la localidad de Santa María Ilucan. El 15 de agosto de 2010 la localidad de Boulevard el Cooperativismo (Ejido San Miguel) se conurba a San Miguel Vindho.

## Geografía
Se ubica en el Valle del Mezquital, le corresponden las coordenadas geográficas 19° 59’ 23” de latitud norte y 99° 19’ 33” de longitud oeste, con una altitud de 2050 m s. n. m. En cuanto a fisiografía se encuentra dentro de la provincia del Eje Neovolcánico, dentro de la subprovincia de  Lagos y volcanes de Anáhuac; su terreno es de llanura y lomerío. En lo que respecta a la hidrografía se encuentra posicionado en la región del Pánuco, dentro de la cuenca del río Moctezuma, en la subcuenca de río Salado. Cuenta con un clima semiseco templado.

## Demografía
En 2020 registró una población de 8008 personas, lo que corresponde al 6.96 % de la población municipal. De los cuales 3855 son hombres y 4153 son mujeres. Tiene 2348 viviendas particulares habitadas.
| Gráfica de evolución demográfica de San Miguel Vindho entre 1900 y 2020                                     |
| |
| Población de los censos y conteos del Instituto Nacional de Estadística y Geografía (INEGI) de 1900 a 2010. |